# Piste Hô Chi Minh
 (février 2015).
Si vous disposez d'ouvrages ou d'articles de référence ou si vous connaissez des sites web de qualité traitant du thème abordé ici, merci de compléter l'article en donnant les références utiles à sa vérifiabilité et en les liant à la section « Notes et références ».
La piste Hô Chi Minh (connu aussi sous le nom de route Trường Sơn) est un ensemble de routes et de sentiers employés pendant la guerre d'Indochine et la guerre du Viêt Nam. Reliant la république démocratique du Viêt Nam et la zone sud du Viêt Nam, en passant par le Laos et le Cambodge, la piste Ho Chi Minh fut utilisée par l’Armée populaire vietnamienne et les combattants du Front national de libération du Sud Viêt Nam (FNL, ou Viêt Cong) pour le ravitaillement en nourriture et en matériel des miliciens du Sud.
Le prototype de la piste Hô Chi Minh a été le réseau de voies de transport pour ravitailler la bataille de Điện Biên Phủ en 1954.
Aujourd'hui, la piste Hô Chi Minh historique est doublée par l'autoroute Hô Chi Minh entièrement en territoire vietnamien pour le développement économique de la haute région.

## Logistique et renseignement

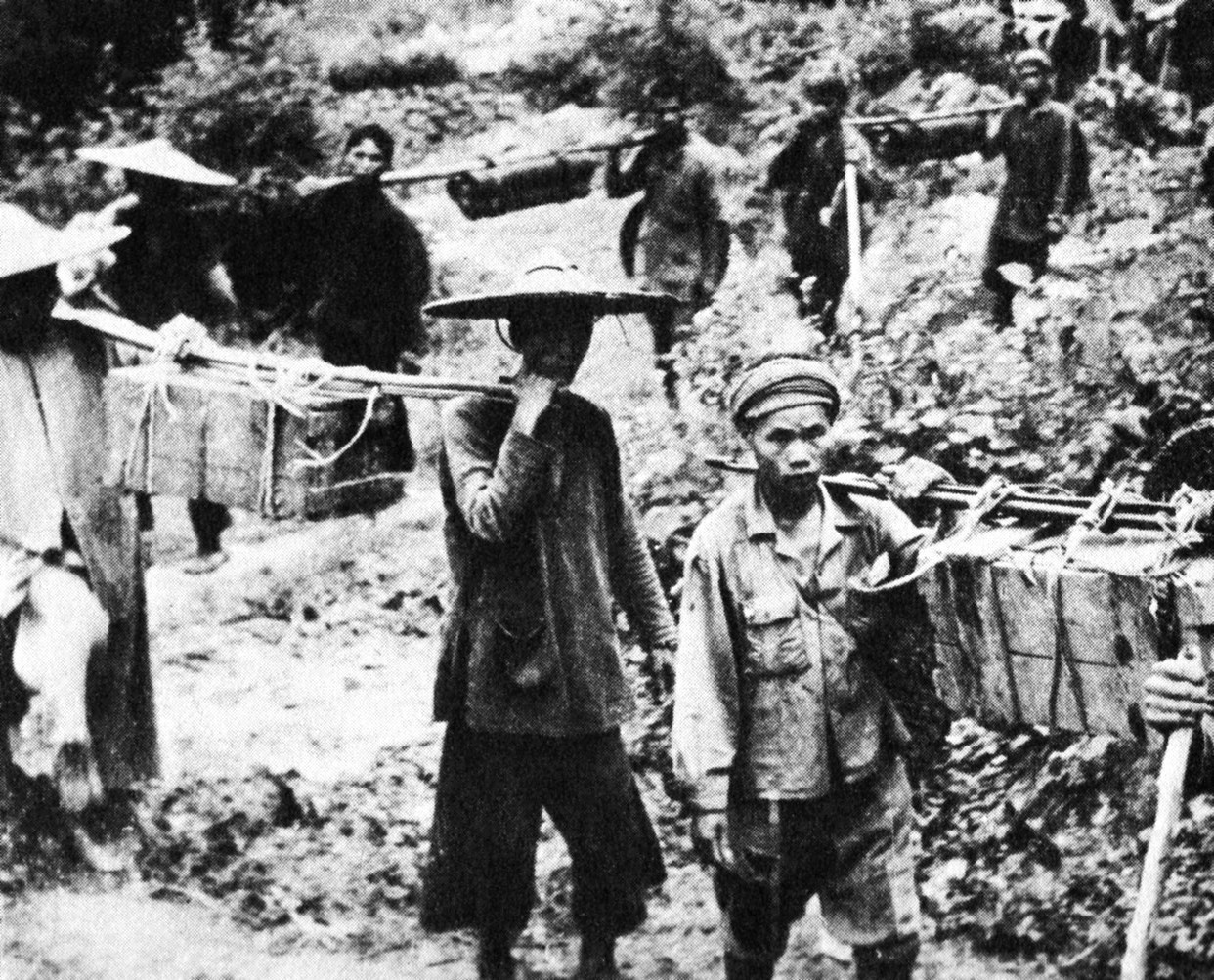
Porteurs sur la piste Hô Chi Minh.

L'intensification des combats dans le Sud a poussé les renseignements militaires américains, à travers l'OSS, embryon de la future CIA, à chercher en profondeur les sources d'approvisionnement matériel des combattants du Sud.
La piste Hô Chi Minh a été ce système circulatoire durant la deuxième guerre d’Indochine de réunification du Viêt Nam ou guerre du Viêt Nam, dans la langue approximative. Aussi nommée « piste de Truong Son » par le lieu-dit de son point de départ, la Montagne de « Truong Son » (« Son » pour « montagne » en vietnamien, c'est la cordillère annamitique), la piste Hô Chi Minh a été un réseau élaboré de voies de différentes tailles, à travers la montagne et la jungle, d’une longueur totale d’environ 2 000 km le long de la chaîne montagneuse de « Truong Son », passant au Laos, dans les zones contrôlées par le Pathet Lao et au Cambodge, notamment dans les zones d'activité des Khmers rouges, en bordure  de la frontière vietnamienne. Elle s’est divisée en deux parties.
- La première partie allait de la vallée de la Rivière Ca, dans le district de Ngê-Tinh (Ngê An-Hâ Tinh) jusqu’au Col de Hải Vân dans le district de Đà Nẵng (ex Tourane). Cette partie a été nommée de « Truong Son-Nord » en zone contrôlée par la république démocratique du Viêt Nam.

- La deuxième partie, en république du Viêt Nam au Sud, a été nommée « Truong Son- Sud » et débouchait sur le delta du Mékong, la destination finale. Le réseau des tunnels de Củ Chi fut l'un des points d'arrivée le plus connu. Ces tunnels utilisés par les combattants du FNL en tant que caches durant les combats, de voies de communication, d'approvisionnement, d'hôpitaux, de réserves de nourriture, d'armurerie et de véritables quartiers se situaient à 40 km au nord-ouest de Hô Chi Minh-Ville (ex Saïgon).

Cette voie a été construite et maintenue par environ 300 000 militaires permanents dont une quantité de jeunes femmes volontaires et environ le même nombre de travailleurs locaux à temps partiel, des fermiers, paysans et montagnards. Ils travaillaient tous pour un supplément de nourriture, du riz pur, alors que la ration ordinaire était du riz mélangé avec des haricots. Cette voie a été construite par 5 régiments, 32 bataillons de 31 795 hommes et femmes du génie militaire en plus des 8 548 garçons et filles des « Jeunesses d’Avant-Garde » et des 3 219 civils recrutés parmi les paysans et montagnards, tous travaillaient par patriotisme et pour un supplément alimentaire.

## Piste Hô Chi Minh

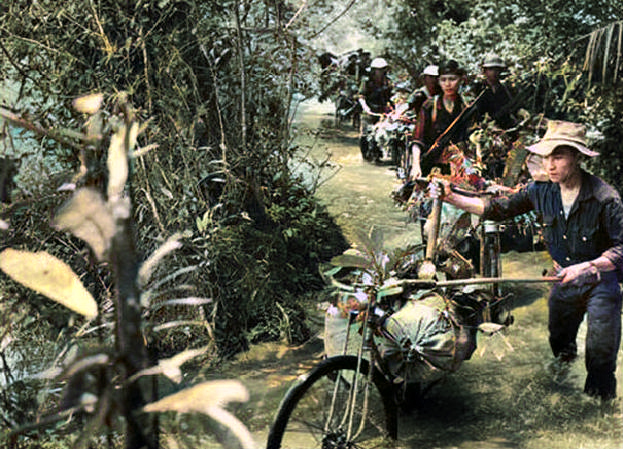
Combattants nord-vietnamiens sur la piste Hô Chi Minh.

Cette piste Hô Chi Minh est la légende la plus connue de la guerre du Viêt Nam, comme la « route de Birmanie » pendant la Seconde Guerre mondiale qui reliait l’Inde à la Chine par la Birmanie.
Cette piste est un réseau complexe de sentiers pédestres et de voies carrossables en terre battue avec des portions importantes sur gravillons.
À l’exception des points de départ de quelques dizaines de kilomètres en territoire vietnamien, la majeure partie est en territoire laotien et cambodgien avec des embranchements pour revenir discrètement au Viêt Nam et ravitailler les unités combattantes.
Les convois partaient du Nord par les trois routes coloniales construites par l’Administration coloniale d’Indochine en direction du Sud vers les districts de Ngê An, Ha Tinh et Quang Binh au Centre du Viêt Nam avec des ramifications vers le Laos, le long de la ligne frontalière, pour se connecter avec le réseau routier colonial laotien.
Le long de la piste ont été installées des zones de repos, de ravitaillement et de réparation pour maintenir la voie ouverte malgré des bombardements aériens intensifs et des attaques d’unités légères de commandos.
La priorité américano-vietnamienne a été de diminuer ou mieux d’arrêter ce flux vital qui alimentait les combats dans le Sud.
À l’arrivée au Cambodge, des dépôts ont été établis dans l’optique de la mobilité dans les concentrations et dispersions pour déjouer les tentatives de l’adversaire à les détruire.
Durant les premières années, le transport s’est fait par portage ou sur des bicyclettes françaises renforcées pour une charge de 250 kg et poussées par les Cong Dan (travailleurs civils), celles qui ravitaillaient les combattants de Dien Bien Phu en 1954.
Ces bicyclettes ont créé la légende et sont devenues le symbole de la piste, mais le gros du transport a été effectué par des camions de 2 à 3 tonnes de charge utile : des camions capturés récemment, d'autres datant de la guerre contre les Français et enfin des camions soviétiques construits en Chine.
Les convois étaient formés de camions tenus à distance les uns des autres pour limiter les pertes dues aux attaques aériennes.
Il y avait aussi des files de bicyclettes conduites à pied, d’une main sur une poignée du guidon, et de l’autre par un bâton vertical fixé au niveau de la selle, chargés de sacs qui parfois dépassaient en hauteur l’homme qui menait ce fardeau. Ainsi étaient approvisionnés les combattants du Sud pour ce qu’ils ne trouvaient pas sur place.
La grandeur de la piste Hô Chi Minh ou piste Truong Son était que le flux ne fut jamais interrompu, au coût élevé subi par ces troupes de génie et de transport et ces travailleurs civils du Cong Dan (littéralement « travailleurs »). Une estimation raisonnable portait à quelques dizaines de milliers de tués et blessés sur la piste, parmi les travailleurs civils, des jeunes hommes et jeunes filles qui y ont laissé leur vie et leur jeunesse.
En plus des bombardements, la malnutrition, l’épuisement, le climat et les maladies étaient des causes majeures de mortalité.
L’effort de guerre de la population a été consenti par contrainte ou par patriotisme et pour améliorer son sort par un supplément alimentaire et une diminution d’impôt à une période d’extrême pauvreté et de difficultés économiques.